# Piloto (náutica)
Um piloto constitui um oficial de marinha, encarregue da navegação de um navio.
Mais especificamente, o termo "piloto" pode referir-se a uma categoria específica da carreira de oficial náutico, a uma função de oficial de convés a bordo de um navio mercante ou uma função de apoio à navegação dos navios que entram e saem de um porto. Apesar das diferenças, estas diversas funções são normalmente desempenhadas por profissionais pertencentes à mesma carreira de oficial náutico da marinha mercante.
Por extensão, o termo "piloto" passou a ser aplicado também à aviação e ao automobilismo, designando respetivamente os responsáveis pela condução de aeronaves e pela condução de automóveis de corrida. Também passou a ser aplicado aos sistemas automáticos de pilotagem de certos veículos (piloto automático).

## História
Nos estados marítimos das penínsulas Ibérica e Itálica, a partir do século XV, os pilotos constituíram os especialistas náuticos responsáveis por garantir que os navios, bem como as respetivas tripulações, passageiros e carga, chegassem bem ao seu destino, aplicando a ciência da navegação. Para tal, tinham de dispor de extensos conhecimentos náuticos, incluindo navegação em alto mar, cosmografia, leitura e elaboração de cartas de marear, astronomia, geografia, matemática, uso de instrumentos náuticos (astrolábio, balestilha, quadrante e bússola), correntes marítimas e condições de vento.

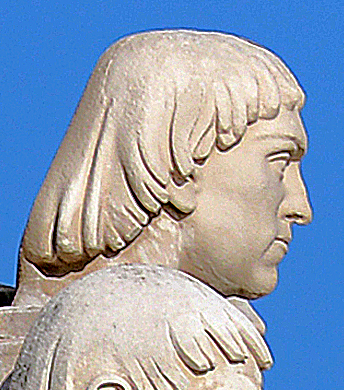
Efigie Pêro de Alenquer no Padrão dos Descobrimentos. Serviu de piloto-mor nas expedições de Bartolomeu Dias e de Vasco da Gama.

Os pilotos portugueses em particular destacaram-se durante a era dos descobrimentos, sendo cruciais para o seu sucesso. Para tal contribuiu o forte investimento que a Coroa Portuguesa realizou na sua educação científica e técnica, à qual foram dedicados notáveis matemáticos como Pedro Nunes e Tomás de Orta. Os pilotos portugueses acabaram assim por se tornar numa pequena elite marítima muito procurada por toda a Europa, acabando também por servir nas marinhas de várias outras nações e assim contribuir para as respetivas expansões marítimas. De entre os pilotos que mais se notabilizaram, destacam-se Pêro Escobar, Pêro de Alenquer, João de Lisboa, João de Coimbra, Pêro Anes e Gaspar Ferreira Reimão.
Perante a Coroa Portuguesa, os pilotos tinham a obrigação de elaborar roteiros, que consistiam no registo detalhado das novas costas e águas adjacentes, pontos de referência (montanhas, falésias, estuários, etc.), correntes e ventos, bem como as correspondentes instruções de navegação observadas durante as suas viagens. Ao abrigo da política de confidencialidade a que estavam os pilotos obrigados, estes roteiros eram mantidos secretos, a fim de não caírem nas mãos de potências rivais de Portugal.
Supõe-se que, entre a passagem do Cabo da Boa Esperança por Bartolomeu Dias (1487-1488) e a descoberta do caminho marítimo para a Índia por Vasco da Gama (1497-1499), os pilotos portugueses tenham estudado intensamente as condições dos ventos e correntes do Atlântico Sul nas suas viagens exploratórias, sendo que provavelmente chegaram também ao Brasil antes da sua descoberta oficial em 1500. As rotas de Vasco da Gama e de Pedro Álvares Cabral para a Índia, afastando-se da costa ocidental de África e derivando para oeste, indiciam existir já um conhecimento preciso das condições de navegação no Atlântico Sul.
Durante esta época, os pilotos distinguiam-se significativamente dos capitães dos navios. A nomeação de um capitão era então análoga à atribuição de uma honraria de tipo medieval, recaindo em pessoas de linhagem nobre ou com fortes ligações à Casa Real, as quais usualmente tinham poucos ou nenhuns conhecimentos náuticos, salvo algumas exceções como o próprio Bartolomeu Dias. Como tal, apesar de constituírem o comandante máximo a bordo, cada capitão apenas exercia funções militares, administrativas e disciplinares, relegando a responsabilidade pela navegação para o piloto.
As tripulações das naus que passaram a fazer a Carreira da Índia e outras viagens de longo curso no século XVI incluíam um piloto, frequentemente coadjuvado por um sota-piloto. O piloto era o segundo tripulante na hierarquia do navio, logo a seguir ao capitão, desempenhando a função de navegador. Nessa função competia-lhe garantir que a navegação se fazia dentro do previsto, vigiando constantemente a bússola. Quando os navios se reuniam em armadas, o piloto do navio do capitão-mor, tomava a designação de "piloto-mor".
A supervisão do ensino e certificação dos pilotos portugueses estava a cargo do cosmógrafo-mor. Segundo o Regimento do Cosmógrafo-Mor de 1592, para acederem à profissão, os pilotos teriam que frequentar a aula de matemática por aquele lecionada (Aula do Cosmógrafo-Mor). Em seguida teriam que ser aprovados num exame feito perante uma junta que compreendia o próprio cosmógrafo-mor, o provedor dos armazéns e armadas, o piloto-mor e o patrão-mor. Em 1779, é criada a Academia Real de Marinha, uma instituição de ensino superior que tinha como um dos seus objetivos o de melhorar a formação científica dos pilotos, a qual integrou também a formação que era dada pelo cosmógrafo-mor. A admissão à classe de pilotos da Armada Real Portuguesa passou então a obrigar à prévia habilitação com a totalidade do curso superior de matemática daquela academia. Já para acesso à carreira de piloto da marinha mercante bastava a habilitação com as cadeiras de aritmética e de navegação daquele curso.
A carreira de oficial piloto da Armada Real é restruturada em 1798, compreendendo primeiros-pilotos, segundos-pilotos e aspirantes pilotos, sendo também regulado o seu uniforme, cujo emblema consistia numa esfera armilar. Os oficiais pilotos constituíam uma categoria intermediária entre os oficiais marinheiros e os oficiais de patente do Corpo da Armada. O acesso à carreira continuou a obrigar à habilitação com o curso da Academia Real da Marinha. Os primeiros-pilotos poderiam ascender a segundos-tenentes da Real Armada após servirem cinco anos a bordos de navios desta.
Em paralelo à carreira de piloto, durante o século XVIII também se desenvolve a carreira de oficial do Corpo da Armada. Estes  eram inicialmente meros oficiais militares - muitas vezes originários do Exército - com poucos conhecimentos náuticos. Contudo ao longo do século, desenvolvem-se esforços para o desenvolvimento da sua educação náutica, incluindo a criação de um corpo de guardas-marinhas em 1761 e a criação da Academia Real dos Guarda-Marinhas em 1796. Com o desenvolvimento do nível de formação náutica dos oficiais da Armada, os mesmos assumem gradualmente a bordo grande parte das funções até então a cargo dos pilotos. Os oficiais pilotos passarão assim a ser cada vez mais redundantes a bordo dos navios de guerra, a sua classe acabando por desaparecer tanto da Armada Real Portuguesa como da Armada Imperial Brasileira em meados do século XIX.
Os pilotos prevaleceram contudo nos navios mercantes, cujas tripulações obviamente não incluíam oficiais da Armada. Desde então, a classe de piloto passou a corresponder essencialmente à de oficial náutico da marinha mercante. Uma experiência variável nesta classe passou a ser condição para acesso à função de capitão de navio mercante.

## Piloto de navio

Distintivo de segundo piloto da Marinha Mercante Portuguesa.

Tradicionalmente, a bordo de um navio mercante, são designados "pilotos" os oficiais náuticos da secção do convés/seção de convés subordinados ao imediato. Conforme a organização do navio, o oficial que se segue ao imediato pode ser designado "primeiro piloto" ou "segundo piloto". Os oficiais náuticos que se seguem são designados "terceiros pilotos". Nalguns navios, podem ainda existir quartos e até quintos e sextos pilotos. Em muitos navios, as funções separadas de primeiro, segundo e mais pilotos têm vindo a fundir-se numa única função de oficial chefe de quarto de navegação, de acordo com o estabelecido pela STCW (Convenção Internacional sobre Normas de Formação, de Certificação e de Serviço de Quartos para os Marítimos) de 1995.
Hoje em dia, na Marinha Mercante Portuguesa ainda existem as categorias de praticante de piloto, de piloto de 2ª classe e de piloto de 1ª classe, integradas na carreira de oficial de pilotagem. Existe também a categoria de piloto-pescador, cujos titulares são especializados em navios de pesca. Conforme a sua categoria e o tipo de navio onde embarcam, aos pilotos compete o exercício das várias funções de oficial náutico, inclusive a de oficial de quarto, a de imediato e a de comandante. Mediante certas condições, os pilotos de 1ª classe podem aceder à categoria de capitão da marinha mercante.

## Piloto de porto

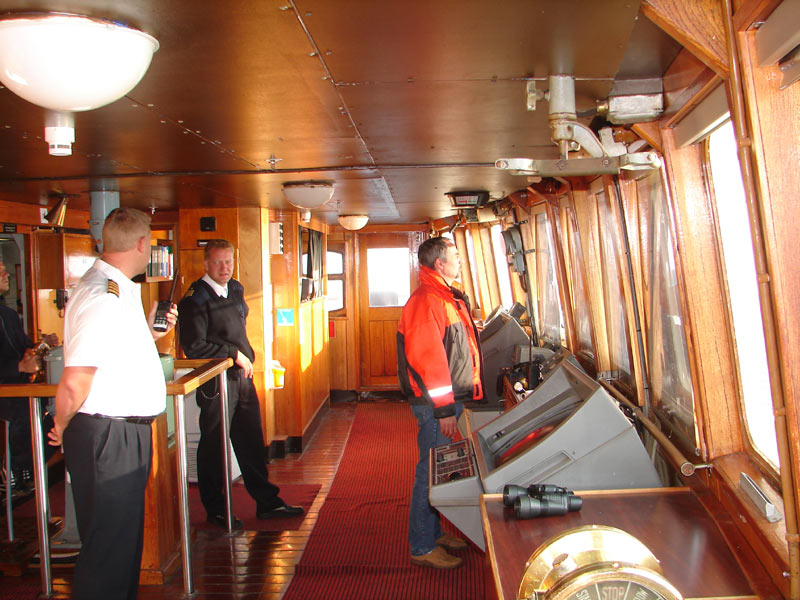
Piloto de um porto dirigindo a navegação do navio Kristina Regina.

São também designados pilotos dos portos, pilotos da barra ou, simplesmente pilotos os profissionais náuticos portuários cuja função é a de embarcarem a bordo de um navio que saia ou entre no porto para o auxiliar na navegação em locais que apresentem dificuldades ao tráfego de embarcações de grande porte. Enquanto permanece em funções a bordo de um navio, o piloto assume o comando do mesmo no que diz respeito à navegação. No Brasil, hoje em dia, os profissionais com estas funções são mais conhecidos por práticos. Em Portugal, o termo "prático" refere-se mais a um profissional com funções de pilotagem de um porto mas que não pertence à categoria de oficial náutico.

## Piloto-mor
Em Portugal, o Piloto-Mor era o funcionário marítimo responsável pela chefia do serviço de pilotagem do Porto de Lisboa, bem como pela superintendência de todos os seus pilotos da barra e práticos. O Piloto-Mor era coadjuvado pelo Sota-Piloto-Mor.
Posteriormente, passou a existir um piloto-mor em cada um dos portos principais de Portugal, da Índia Portuguesa, do Brasil e dos outros territórios ultramarinos.